# ІСУ-122С
ІСУ-122С —  радянська важка самохідно-артилерійська установка (САУ) періоду Німецько-радянської війни. У назві машини абревіатура ІСУ означає «самохідна установка на базі танка ІС» або «ІС-Установка». Індекс 122 означає калібр основного озброєння машини, літера «С» означає модифікацію першого серійного зразка 122-мм самохідної установки ІСУ-122, яка послужила базою для створення ІСУ-122С. На етапі розробки ІСУ-122С також позначалася як ІСУ-122-2 — другий за рахунком дослідний варіант базової машини.
Ця бойова машина була розроблена конструкторським бюро дослідного заводу № 100 у квітні 1944 року і прийнята на озброєння Робітничо-селянської Червоної армії (РСЧА) в серпні 1944 року. У тому ж місяці почалося її серійне виробництво на Челябінському Кіровському заводі (ЧКЗ), що тривало до 1945 року включно. ІСУ-122С застосовувалися на завершальному етапі Німецько-радянської війни в ролі потужного  винищувача танків і  штурмової гармати, зігравши важливу роль у розгромі Третього Рейху та його союзників.
У післявоєнний період ІСУ-122С пройшли модернізацію і досить довго перебували на озброєнні  Радянської армії. Починаючи з середини  1960-х років, ІСУ-122С були зняті з озброєння Радянської армії, деяка кількість уцілілих від розрізання на метал машин зараз служать пам'ятками та експонатами в  музеях різних країн світу.

## Історія створення
Прототип важкої САУ ІСУ-122С Об'єкт 249 був побудований на ЧКЗ в квітні 1944 року. Фактично він являв собою раніше розроблену ІСУ-122 і відрізнявся від неї тільки озброєнням і рядом пов'язаних з ним конструктивних елементів — замість 122-мм  гармати А-19С на новій машині встановили гармату  Д-25С того ж калібру. Причиною заміни гармати стала необхідність підвищення скорострільності, яка у вихідній ІСУ-122 в найкращих умовах не перевищувала 4 пострілів на хвилину, а на практиці коливалася від 1,5 до 2,5 пострілів за хвилину, що було явно недостатньо для її застосування як  винищувача танків. Однією з причин низької скорострільності був ручний поршневий  затвор у гармати А-19С, тоді як гармата Д-25С мала більш зручний в обігу клиновий напівавтоматичний затвор. Об'єкт 249 був успішно випробуваний на  Гороховецькому артилерійському полігоні в червні 1944 року, але не був негайно запущений в серійне виробництво — в той час випуск гармати Д-25 був ще недостатній для озброєння самохідно-артилерійських установок. Однак через півтора місяця виробничі труднощі з обсягом випуску гармат Д-25 вдалося подолати і в світлі цих обставин Державний Комітет Оборони 22 серпня 1944 року офіційно прийняв на озброєння РККА прототип Об'єкт 249 під назвою ІСУ −122С. Негайно після прийняття цієї постанови перші серійні ІСУ-122С покинули складальні лінії ЧКЗ.
Після Німецько-радянської війни багато вцілілих ІСУ-122C було переобладнано в пускові ракетні установки, самохідні шасі для гармат великої потужності, машини постачання або БРЕМ.
Невелике число ІСУ-122C, які зберегли своє оригінальне озброєння було модернізовано в 1958 році. Але в порівнянні з ІСУ-152 модернізація була неповною — замінялися тільки приціли і радіостанції, двигун оновлювався не завжди. На початку 1960-х років ІСУ-122С були зняті з озброєння  Радянської армії (ІСУ-152 служили набагато довше), частина роззброєних машин була навіть передана в розпорядження ряду цивільних відомств.

## Виробництво
Хоча ІСУ-122С мала яскраво виражену перевагу над вихідним варіантом ІСУ-122, цілком перейти на її випуск ЧКЗ не вдалося — все ще позначалася недостача гармат Д-25, якими також озброювалися танки ІС-2, на базі якого будувалися САУ серії ІСУ. До 1 червня 1945 ЧКЗ побудував 475 ІСУ-122С, тоді як до цієї дати оригінальних ІСУ-122 було випущено майже в три рази більше — 1435 самохідок. Всього з серпня 1944 по кінець 1945 року ЧКЗ випустив 675 ІСУ-122. Причиною зняття з виробництва послужило як загальне скорочення випуску бронетехніки після закінчення Другої світової війни, так і відсутність переваги в озброєнні у ІСУ-122С над танком-базою ІС-2 і його подальшим розвитком ІС-3.

## Опис конструкції
ІСУ-122С мала те ж компонування, що і всі інші серійні радянські САУ того часу (за винятком СУ-76). Повністю броньований корпус був розділений на дві частини. Екіпаж, гармата і боєзапас розміщувалися попереду в броньовій рубці, яка поєднувала бойове відділення та відділення управління. Двигун і трансмісія були встановлені в кормі машини.

### Броньовий корпус і рубка
Броньовий корпус самохідної установки зварювався з вальцьованих броньових плит товщиною 90, 75, 60, 30 і 20 мм. На машинах перших модифікацій лобова частина корпуса являла собою броньовий виливок; згодом, у міру наявності більш стійкої вальцованої броні, конструкцію лобової частини корпусу змінили на зварену.  Броньовий захист диференційований, протиснарядний. Броньові плити рубки встановлювалися під раціональними кутами нахилу. Основне озброєння — 122-мм гармата  Д-25С — монтувалася в установці рамного типу праворуч від осьової лінії машини. Противідкотні пристрої гармати захищалися нерухомим литим броньовим кожухом і рухомою литою бронемаскою. Форма бронемаски в ІСУ-122С відрізнялася від ІСУ-122. Більш компактні пристрої противідкочувань гармати Д-25С на ІСУ-122С дозволили обійтися аналогічною по товщині, але менш габаритною і масивною бронемаскою більш простої форми у вигляді сферичного сегмента. Однак у перших серійних машин бронемаска залишилася колишньої конструкції, як у оригінальній ІСУ-122.
Три члени екіпажу розташовувалися зліва від гармати: попереду механік-водій, потім навідник, і ззаду — заряджаючий. Командир машини та замковий знаходилися праворуч від гармати. Посадка і вихід екіпажу вироблялися через прямокутний двухстулковий люк на стику дахового і заднього листів броньової рубки і через круглий люк праворуч від гармати. Круглий люк ліворуч від гармати не призначався для посадки-виходу екіпажу, він був потрібний для виведення назовні подовжувача панорамного прицілу. Корпус також мав днищевой люк для аварійного покидання екіпажем самохідки і ряд дрібних лючків для навантаження боєкомплекту, доступу до горловини паливних баків, інших вузлів і агрегатів машини.

### Озброєння
Основним озброєнням ІСУ-122С була гармата Д-25С ( індекс ГАУ — 52-ПС-471С) калібру 121,92 мм і довжиною ствола в 48 калібрів. Ця гармата наслідувала від А-19 тільки частину деталей ствольної групи і не була повністю ідентичною танковій гарматі Д-25Т. У порівнянні з танковим варіантом були змінені конструкції гальма накату і напівавтоматичного клинового затвора. Останній мав горизонтальне переміщення клина і напівавтоматику скалкового типу, яка була простою по конструкції, але мала істотний недолік — велика ударна дія на деталі затвора. У порівнянні з вертикальним переміщенням клина, більш типовим для радянських гармат того часу, горизонтальне його переміщення дозволило зменшити зусилля по його відкриванню та закриванню, підвищити щільність компонування і зручність заряджання. В результаті скорострільність в найкращих умовах підвищилася до 6 пострілів в хвилину, а на практиці — до 3-4 пострілів у хвилину. Слід зазначити, що скорострільність ІСУ-122С була вищою, ніж у танка-бази ІС-2 з аналогічним озброєнням внаслідок наявності другого заряджаючого і більшої просторості бойового відділення ІСУ-122С в порівнянні з баштою ІС-2. Урівноваження хитної частини гармати в цапфах здійснювалося спеціальним пружинним механізмом. Гармата Д-25С оснащувалося двокамерним  дульним гальмом, яке було відсутнє у гармати А-19С. Оснащення дульним гальмом дозволило знизити ударні навантаження на противідкатні пристрої та зменшити їх масу і габарити, що сприятливо позначилося на ергономіці бойового відділення. Однак це рішення мало і свій недолік — при наявності десантників на ІСУ-122С вона не могла стріляти із своєї гармати. При пострілі відхилені дульним гальмом порохові гази могли нанести серйозні травми бійцям на броні самохідки.
Гармата монтувалося в рамці на лобовій бронеплиті рубки і мала вертикальні кути наведення від −3 до +20°, сектор горизонтального наведення становив 10° (3° вліво і 7° вправо). Висота лінії вогню становила 1,795 м, дальність прямого пострілу — 1000—1200 м по цілі висотою 2,5-3 м, дальність пострілу прямим наведенням — 5 км, найбільша дальність стрільби — до 15 км. Постріл проводився за допомогою електричного або ручного механічного спуску.
Боєкомплект гармати становив 30 пострілів роздільного заряджання. Снаряди укладалися вздовж обох бортів рубки, заряди — там же, а також на днище бойового відділення і на задній стінці рубки. У порівнянні з асортиментом боєприпасів гармат польової артилерії А-19, боєкомплект ІСУ-122С був істотно менш різноманітний. До його складу входили:
- Бронебійно-трасуючий гостроголовий снаряд 53-БР-471 масою 25 кг; початкова швидкість 800 м / с;
- Осколково-фугасна гарматна граната 53-ОФ-471 або 53-ОФ-471Н тієї ж маси і з тією ж початковою швидкістю на повному заряді.

Замість бронебійно-трасуючих снарядів 53-БР-471 могли застосовуватися бронебійно-трасуючі тупоголові снаряди з балістичним наконечником 53-БР-471Б (з початку 1945 року).
Для руйнування залізобетонних ДОТів в боєкомплект міг вводитися бетонобійний гарматний снаряд 53-Г-471. Номенклатура метальних зарядів також була істотно зменшена — вона включала в себе повний 54-Ж-471 під бронебійний снаряд і осколково-фугасну гранату і третій заряд 54-ЖН-471 тільки під осколково-фугасну гранату. В принципі, гармата А-19С могла стріляти всіма типами снарядів і зарядів від свого буксируваного варіанту А-19. Однак у рекомендаціях і таблицях стрільби для ІСУ-122 часів Другої Світової війни значаться тільки зазначені вище боєприпаси.
З жовтня 1944 року на ІСУ-122С встановлювався зенітний великокаліберний 12,7-мм кулемет ДШК з коліматорним прицілом К-8Т на турельній установці на правому круглому люку командира машини. Боєкомплект до ДШК становив 250 патронів.
Для самооборони екіпаж мав два автомати (пістолет-кулемета) ППШ-41 або ППС з боєкомплектом 1491 патрон (21 диск) і 20 ручних гранат Ф-1.

### Двигун
ІСУ-122С оснащувалася чотиритактним V-подібним 12-циліндровим дизельним двигуном В-2-ІС потужністю 520 к. с. (382 кВт). Пуск двигуна забезпечувався інерційним стартером з ручним і електричним приводами або стисненим повітрям з двох резервуарів в бойовому відділенні машини. Електроприводом інерційного стартера був допоміжний електродвигун потужністю 0,88 кВт. Дизель В-2ІС комплектувався паливним насосом високого тиску НК-1 з всережимним регулятором РНК-1 і коректором подачі палива. Для очищення поступаючого у двигун повітря використовувався фільтр типу «Мультициклонний». Також в моторно-трансмісійному відділенні встановлювалися підігріваючі пристрої для полегшення пуску двигуна в холодну пору року. Вони також могли бути використані для підігріву бойового відділення машини. ІСУ-122С мала три паливних бака, два з яких розташовувалися в бойовому відділенні, і один — в моторно-трансмісійному. Самохідка також оснащувалася чотирма зовнішніми додатковими паливними баками, не пов'язаними з паливною системою двигуна.

### Трансмісія
САУ ІСУ-122С оснащувалася механічною трансмісією, до складу якої входили:
- Багатодисковий головний фрикціон сухого тертя «сталі по феродо»;
- Чотириступенева коробка передач з демультиплікатором (8 передач вперед і 2 назад);
- Два бортових двоступеневих планетарних механізму повороту з багатодисковим блокувальним фрикціоном сухого тертя «сталь по сталі» і стрічковими гальмами;
- Два дворядних комбінованих бортових редуктори.

### Ходова частина
Підвіска у ІСУ-122С індивідуальна торсіонна для кожного з 6 суцільнолитих двосхилих опорних котків малого діаметра по кожному борту. Навпроти кожного опорного котка до бронекорпусу приварювалися обмежувачі ходу балансирів підвіски. Ведучі колеса зі знімними зубчастими вінцями цівкового зачеплення розташовувалися позаду, а лінивці були ідентичні опорним коткам. Верхня гілка гусениці підтримувалася трьома малими суцільнолитими підтримуючими котками по кожному борту. Механізм натягу гусениці — гвинтовий; кожна гусениця складалася з 86 одногребеневих траків шириною 650 мм.

### Електрообладнання
Електропроводка в САУ ІСУ-122С була однопровідню, другим проводом служив бронекорпус машини. Джерелами електроенергії (робочі напруги 12 і 24 В) були генератор П-4563А з реле-регулятором РРА-24Ф потужністю 1 кВт і дві послідовно з'єднані акумуляторні батареї марки 6-СТЕ-128 загальною ємністю 128 А · год. Споживачі електроенергії включали в себе:
- Зовнішнє та внутрішнє освітлення машини, прилади підсвічування прицілів і шкал вимірювальних приладів;
- Зовнішній звуковий сигнал і ланцюг сигналізації від десанту до екіпажу машини;
- Контрольно-вимірювальні прилади (амперметр і вольтметр);
- Електроспуск гаубиці-гармати;
- Засоби зв'язку — радіостанція та танковий переговорний пристрій;
- Електрика моторної групи — електродвигун інерційного стартера, бобіни свічок зимового пуску двигуна і т. д.

### Засоби спостереження і приціли
Всі люки для входу і висадки екіпажу, а також люк артилерійської панорами мали перископічні прилади Mk IV для спостереження за навколишнім оточенням зсередини машини (всього 3 штуки). Механік-водій у бою вів спостереження через оглядовий прилад із триплексом, який захищався броньовою заслінкою. Цей оглядовий прилад встановлювався в броньованому люку-пробці на лобовий бронеплиті рубки зліва від гармати. У спокійній обстановці цей люк-пробка міг бути висунутий вперед, забезпечуючи механіку-водію більш зручний безпосередній огляд з його робочого місця.
Для ведення вогню самохідка оснащувалася двома гарматними прицілами — телескопічним ТШ-17 для стрільби прямою наводкою і панорамою Герца для стрільби з закритих позицій. Телескопічні приціли ТШ-17 були градуйовані на прицільну стрільбу на відстані до 1500 м. Однак дальність пострілу 122-мм гармати становила до 14,3 км і для стрільби на відстань понад 1500 м (як прямим наведенням, так і з закритих позицій) навідникові доводилося використовувати другий, панорамний приціл. Для забезпечення огляду через верхній лівий круглий люк у даху рубки панорамний приціл комплектувався спеціальним подовжувачем. Для забезпечення можливості вогню в темний час доби шкали прицілів мали прилади підсвічування.

### Засоби зв'язку
Засоби зв'язку включали в себе радіостанцію 10Р (або 10РК) і переговорний пристрій ТПУ-4-БісФ на 4 абонента.
Радіостанції 10Р або 10РК представляли собою комплект із передавача, приймача і умформерів (одноякорних мотор-генераторів) для їх живлення, що приєднуються до бортової електромережі напругою 24 В.
10Р являла собою симплексних лампову короткохвильову радіостанцію, яка працює в діапазоні частот від 3,75 до 6 МГц (відповідно довжини хвиль від 50 до 80 м). На стоянці дальність зв'язку в телефонному (голосовому) режимі досягала 20-25 км, в русі вона незначно зменшувалася. Велику дальність зв'язку можна було отримати в телеграфному режимі, коли інформація передавалася телеграфним ключем азбукою Морзе чи іншої дискретною системою кодування. Стабілізація частоти здійснювалася знімним кварцовим резонатором, плавне підстроювання частоти відсутнє. 10Р дозволяла вести зв'язок на двох фіксованих частотах; для їх зміни використовувався інший кварцовий резонатор з 15 пар в комплекті радіостанції.
Радіостанція 10РК була технологічним поліпшенням попередньої моделі 10Р, вона стала простіше і дешевше у виробництві. У цієї моделі з'явилася можливість плавного вибору робочої частоти, число кварцових резонаторів було зменшено до 16. Характеристики по дальності зв'язку значних змін не зазнали.
Танковий переговорний пристрій ТПУ-4-БісФ дозволяв вести переговори між членами екіпажу САУ навіть в сильно зашумленій обстановці і підключати шоломофонну гарнітуру (головні телефони і ларингофони) до радіостанції для зовнішнього зв'язку.

## Модифікації

### Періоду Німецько-радянської війни
Візуально ІСУ-122С від початкового варіанту ІСУ-122 можна відрізнити по дульному гальмі на гарматі та бронемасці менших розмірів, хоча ряд машин раннього випуску оснащувався бронемаскою від ІСУ-122/152. Зокрема, саме така ІСУ-122С експонується в Музеї Великої Вітчизняної війни у Києві.
У серійних ІСУ-122С в залежності від часу випуску лоб бронекорпусу міг відрізнятися за технологією виготовлення:
- ІСУ-122С на базі танка ІС 1943 року випуску мала суцільнолиту лобову броню корпусу.
- ІСУ-122С на базі танка ІС 1944 випуску мала лобову броню корпуса, зварену з двох вальцованих бронеплит. Цей варіант самохідки також оснащувався більш місткими паливними баками.

### Повоєнні
Високі бойові та експлуатаційні якості ІСУ-122С, а також деяка стагнація в розвитку радянської ствольної самохідної артилерії наприкінці 1950-х років (позначалося захоплення керівництва армії і країни ракетною технікою) привели до вирішення провести модернізацію машин що залишилися в строю цієї марки. Однак як основна важка САУ була обрана ІСУ-152, тому модернізація ІСУ-122С була не настільки повною, як у ІСУ-152. Заміна двигуна проводилася не завжди, в обов'язковому порядку на ті що залишаються в строю ІСУ-122С встановлювалися прилад нічного бачення і нова радіостанція.

### Машини на базі ІСУ-122С

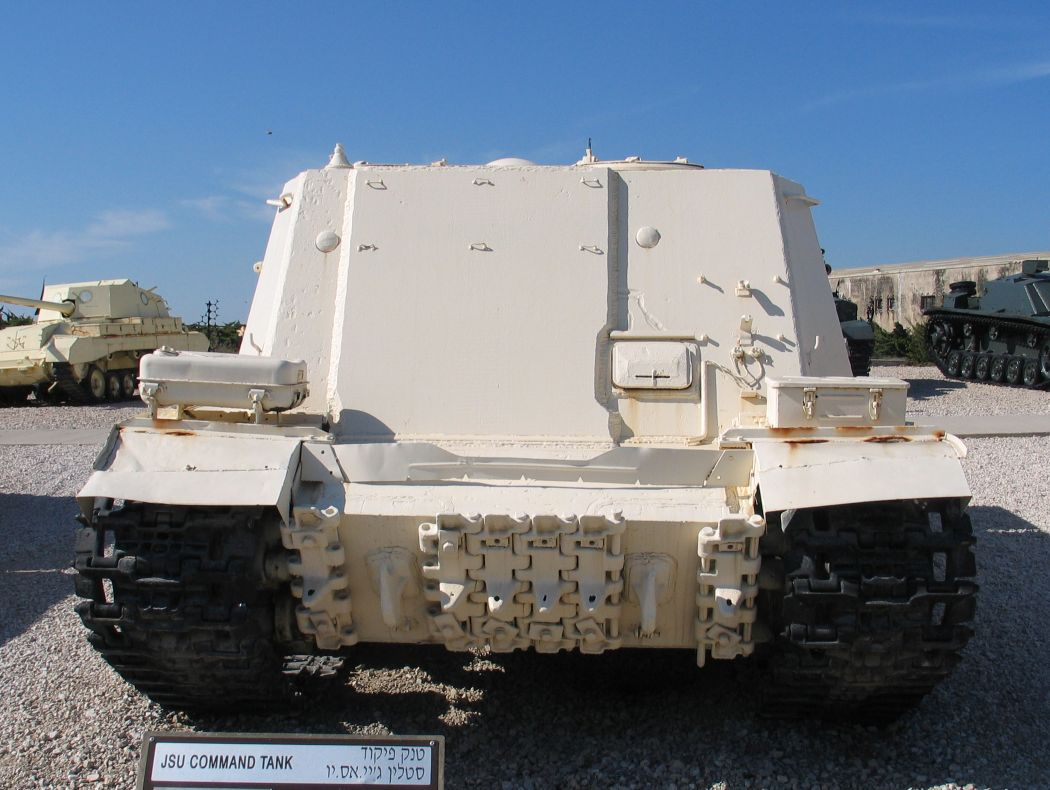
Штабна машина на базі ІСУ (Музей бронетехніки — Латрун. Ізраїль)

Після закінчення Німецько-радянської війни шасі ряду самохідок серії ІСУ (включаючи ІСУ-122С) використовувалися для створення самохідних артилерійських систем великої і надвеликої потужності, пускових установок тактичних ракет. Роззброєні ІСУ з завареним отвором під монтування гармати в лобовому листі рубки під назвою ІСУ-Т використовувалися як танкові тягачі, штабні машини, пересувні артилерійські спостережні пости. Деяка кількість таких машин було передано цивільним відомствам для використання як тягачів або транспортів в важкопрохідній місцевості. На залізницях СРСР невелика кількість роззброєних ІСУ використовувалося в відновних поїздах як кантувачі або тягачі при аварійних ситуаціях.
На тій же базі будувалися танкові тягачі БТТ-1 з розширеною функціональністю в порівнянні з ІСУ-Т. До корпусу БТТ-1 приварювалися демпфери для штовхання аварійного танка за допомогою колоди, ззаду машина комплектувалася сошниками, платформою над моторно-трансмісійним відділенням і розбірною стрілою ручного крана вантажопідйомністю до 3 тонн. Замість гармати і боєкомплекту в рубці розміщувалася потужна лебідка з приводом від коробки відбору потужності від головного двигуна машини. Варіант БТТ-1Т замість лебідки оснащувався комплектом такелажного устаткування.

## Бойове застосування
ІСУ-122 використовувалася у всіх функціональних областях застосування самохідної артилерії. Разом з іншими важкими САУ СУ-152 та ІСУ-152 вона виконувала функції потужної штурмової гармати, винищувача танків і самохідної гаубиці. Однак всі ці машини мали різні тенденції бойового застосування: СУ/ІСУ-152 тяжіли більше до ролі штурмової гармати, а ІСУ-122 — до ролі винищувача танків. 121,92-мм гармата А-19С або Д-25С вистрілювали 25-кг гостроголовий бронебійний снаряд БР-471 з дульною швидкістю 800 м / с. Цього було достатньо, щоб пробити броню будь-якого представника бронетехніки вермахту за дуже рідкісними винятками. Тільки лобова броня «Елефанта» / «Фердинанда» не пробивалася БР-471, а броня танка «Королівський Тигр», незважаючи на більш вигідні кути нахилу, часто розколювалася від попадань БР-471 через погану її якість. Однак через свою високу кінетичну енергію БР-471 часто ушкоджував важкоброньовані цілі без пробиття броні, виводячи з ладу двигун і коробку передач механічним ударом. 121,92-мм гармата мала дуже великий бронебійний потенціал, але БР-471 не дозволяв його розкрити повністю. Покращений варіант тупоголового бронебійного снаряда з балістичним наконечником БР-471Б був розроблений на початку 1945 року, але в масове виробництво пішов вже після закінчення війни. У рапортах з полів боїв також зазначалося, що хорошим діям по бронецілям супротивника володіють і потужні гарматні осколково-фугасні сталеві гранати ОФ-471 і ОФ-471Н з пригвинтною головкою з подальшою установкою підривника РГМ на фугасну дію. Вони також мали масу в 25 кг, дульну швидкість в 800 м / с і забезпечувалися 3,6-3,8 кг тротилу відповідно. Механічного удару і подальшого вибуху часто було достатньо для виведення з ладу цілі без пробиття броні.
При прориві укріплених смуг і в міських боях ІСУ-122 використовувалися як штурмові гармати, але з меншою ефективністю в порівнянні з СУ/ІСУ-152. Але в загальному ІСУ-122 заслужила добру оцінку і в цій ролі — ОФ-471 був ефективний проти польових і довготривалих фортифікацій, відкрито розташованої і такої що окопалася піхоти, укріплених будівель. У міських боях довгий виліт ствола 121,92-мм гармати часто заважав маневрування у вузьких місцях.
Як самохідна гаубиця ІСУ-122 використовувалася рідко, незважаючи на максимальну дальність стрільби, що перевищує 14 км. Звичайно ІСУ-122 стріляли з закритих позицій за відсутності підтримки буксируваної артилерії при швидких проривах, коли буксировані гармати не встигали просуватися за танковими і механізованими частинами Червоної армії.